# Эмир Афсахаддин Хидаетуллах-бек
Эмир Афсахаддин Хидаетуллах-бек (азерб. Əmir Əfsəhəddin Hidayətullah bəy; умер в промежутке декабря 1497 года — января 1498 года) — политический деятель государства Ак-Коюнлу, азербайджанский поэт.

## Биография
Хидаетуллах Афсахаддин-бек служил эмиром в Ак-Коюнлу при Узун Хасане. По вероисповеданию был мусульманином-шиитом. До восшествия принца Халила на трон в 1478 году, Хидаетуллах находился с ним в городе Шираз провинции Фарс, а после уехал с ним в Тебриз. После прихода ко власти Султана Ягуба в том же месте году, Хидаетуллах был отправлен в Ирак, чем он сам не был доволен. Умер поэт в промежутке декабря 1497 года — января 1498 года.

## Творчество
Эмир Афсахаддин Хидаетуллах-бек писал под псевдонимами «Хидает» и «Наваи». Он является автором дивана на азербайджанском языке. Хидаетуллах так же как и Мухаммед Физули, для появления творчества которого он создал базу, писал о любви и расставании с любимым человеком. Помимо этого писал о героизме и войне. В своих стихах он в основном использовал устную азербайджанскую народную литературу. Хидаетуллах-бек также восхвалялся учёным Джалаледдином Давани.